# 1387
Évszázadok: 13. század – 14. század – 15. század
Évtizedek: 1330-as évek – 1340-es évek – 1350-es évek – 1360-as évek – 1370-es évek – 1380-as évek – 1390-es évek – 1400-as évek – 1410-es évek – 1420-as évek – 1430-as évek
Évek: 1382 – 1383 – 1384 – 1385 –  1386 – 1387 – 1388 – 1389 – 1390 – 1391 – 1392

## Események

### Határozott dátumú események
- január 1. – III. Károly navarrai király trónra lépése.
- január 5. – I. János aragóniai király trónra lépése.
- március 31. – Luxemburgi Zsigmond brandenburgi őrgrófot – a novigradi várban raboskodó Mária magyar királynő férjét – Himházi Benedek veszprémi püspök Székesfehérvárott királlyá koronázza.[1]
- június 4. – A lázadók szabadon engedik Mária királynőt.
- augusztus 23. – III. Olaf dán és norvég király halálával anyja, I. Margit lesz Dánia és Norvégia uralkodója.
- szeptember 24. – I. Gergely kerül a nyitrai püspöki székbe.

### Határozatlan dátumú események
- január 16. előtt – A novigradi vár fogságában levő Erzsébet királynét, Nagy Lajos magyar király özvegyét a vele együtt raboskodó lánya, Mária szeme láttára megfojtja a vránai perjel.
- az év folyamán –
  - Garai Miklós macsói bán Temesvár mellett legyőzi a lázadók seregét, visszafoglalja Újlakot és a Szerémséget.
  - A feudális anarchia következtében széthullóban a Magyar Királyság, Dalmácia a Velencei Köztársaság, Moldva a Lengyel Királyság függőségébe kerül. Bosznia és Horvátország fellázadt.
  - VI. Orbán pápa ravennai érsekké nevezi ki Cosimo de' Miglioratit.[2]

## Születések
- július 6. – I. Blanka navarrai királynő és Szicília korábbi királynéja († 1441)
- augusztus 19. – V. Henrik angol király († 1422)

## Halálozások
- január 1. – II. Károly navarrai király (* 1332)
- január 5. – IV. Péter aragóniai király (* 1319)
- augusztus 23. – III. Olaf dán és norvég király (* 1370)